# Jonquière—Alma
Circonscription électorale fédérale du Canada
Jonquière—Alma est une ancienne circonscription électorale fédérale du Canada située au Québec.

## Histoire
La circonscription de Jonquière—Alma a été formée en 2003 par la fusion d'une partie de l'ancienne circonscription de Lac-Saint-Jean—Saguenay (seulement la ville d'Alma) et de Jonquière (l'ancienne ville de Jonquière).
La protestation des citoyens s'est fait ressentir par cette fusion forcée de circonscriptions. En effet, en plus pour la région de perdre un représentant à la Chambre des communes, on découpait et remodelait une nouvelle circonscription artificielle (notamment en isolant la ville d'Alma de toutes les autres municipalités de sa MRC) en ne tenant pas compte des différences historiques, géographiques et économiques des deux sous-régions, le Saguenay et le Lac-Saint-Jean.
Lors du redécoupage électoral de 2013, Jonquière—Alma a été abolie et son territoire réparti entre les nouvelles circonscriptions de Jonquière et de Lac-Saint-Jean.
Le représentant de la circonscription de 2011 à 2015 à la Chambre des communes du Canada est le bloquiste Claude Patry, qui a défait en 2011, sous la bannière du Nouveau parti démocratique, Jean-Pierre Blackburn, ministre conservateur qui avait été élu à la surprise générale aux élections de 2006 dans ce comté largement nationaliste, et réélu en 2008.

## Les circonscriptions limitrophes
- Roberval—Lac-Saint-Jean
- Chicoutimi—Le Fjord

## Liste des députés
| Législature                                                  | Années    | Député | Député                | Parti          |
| ------------------------------------------------------------ | --------- | ------ | --------------------- | -------------- |
| Jonquière—Alma issue de Lac-Saint-Jean—Saguenay et Jonquière |           |        |                       |                |
| 38e                                                          | 2004–2006 |        | Sébastien Gagnon      | Bloc québécois |
| 39e                                                          | 2006–2008 |        | Jean-Pierre Blackburn | Conservateur   |
| 40e                                                          | 2008–2011 |        | Jean-Pierre Blackburn | Conservateur   |
| 41e                                                          | 2011–2013 |        | Claude Patry          | Néo-démocrate  |
| 41e                                                          | 2013–2015 |        | Claude Patry          | Bloc québécois |
| Redistribuée parmi Jonquière et Lac-Saint-Jean               |           |        |                       |                |